# Суданский диалект арабского языка
Суданский диалект арабского языка (араб. اللهجة السودانية‎) — одна из разновидностей арабского языка, распространённая в Судане. Суданский диалект состоит из четырёх основных поддиалектов и множества говоров. Число носителей — 16 млн 867 тыс. человек, из них 15 млн в Судане (1991) и 100 тыс. в Эритрее. Вместе с теми, кто владеет суданским диалектом как вторым языком, число носителей в Судане составляет 29 млн человек (2013, A. Persson). Точное количество носителей в отделившемся Южном Судане на данный момент неизвестно. Диалект используется в Южном Судане как лингва франка.
Суданскому диалекту присущ ряд особенностей, которые отличают его от других диалектов арабского языка. Так, имеет место специфическое произношение буквы джим (араб. ﺝ‎) — [ɡʲ], замена звука [q] на твёрдый г ([ɢ], кāл → гāл) и др. Из-за сопротивления местного африканского субстрата суданский диалект, как и языки Эфиопии, не полностью воспринял семито-хамитские фонологические системы. В частности, были плохо восприняты релевантные для арабского языка корреляции велярной эмфазы и звонкости. В новейшее время всё заметнее влияние египетского диалекта (масри), которое проявляется на всех уровнях.
В отличие от литературного арабского, являющегося языком письма и на котором ведётся обучение в школах Судана, суданский диалект является бытовым языком, с постепенно расширяющейся сферой применения. Существует богатая устная народная словесность на суданском диалекте, первые образцы которого были найдены в исторических хрониках фунгов XVII—XVIII веков и в старинных песнях. На сегодняшний день на нём создаются произведения художественной литературы.